# Eucera longicornis
Eucera longicornis là một loài Hymenoptera trong họ Apidae. Loài này được Linnaeus mô tả khoa học năm 1758.

## Hình ảnh

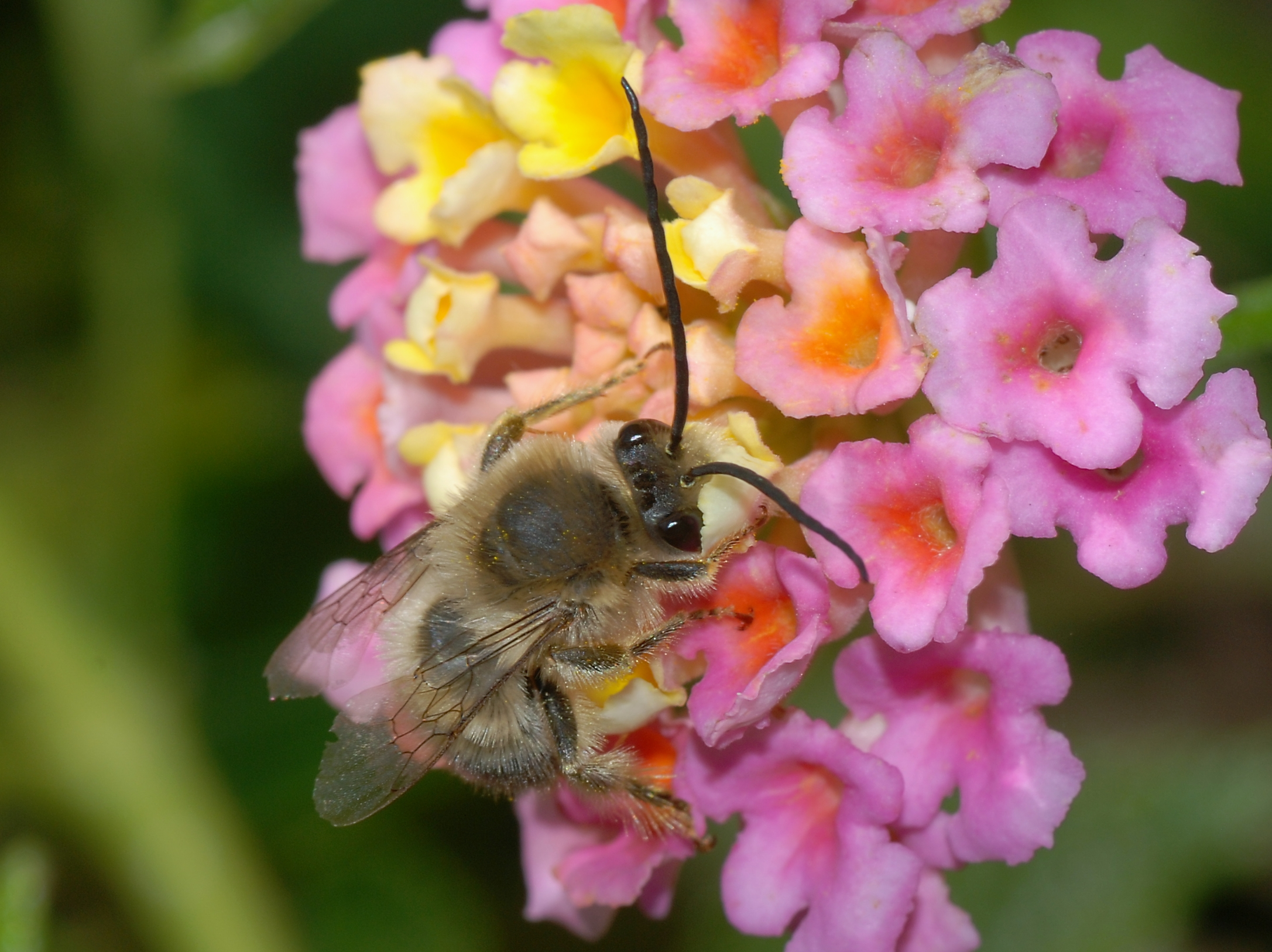
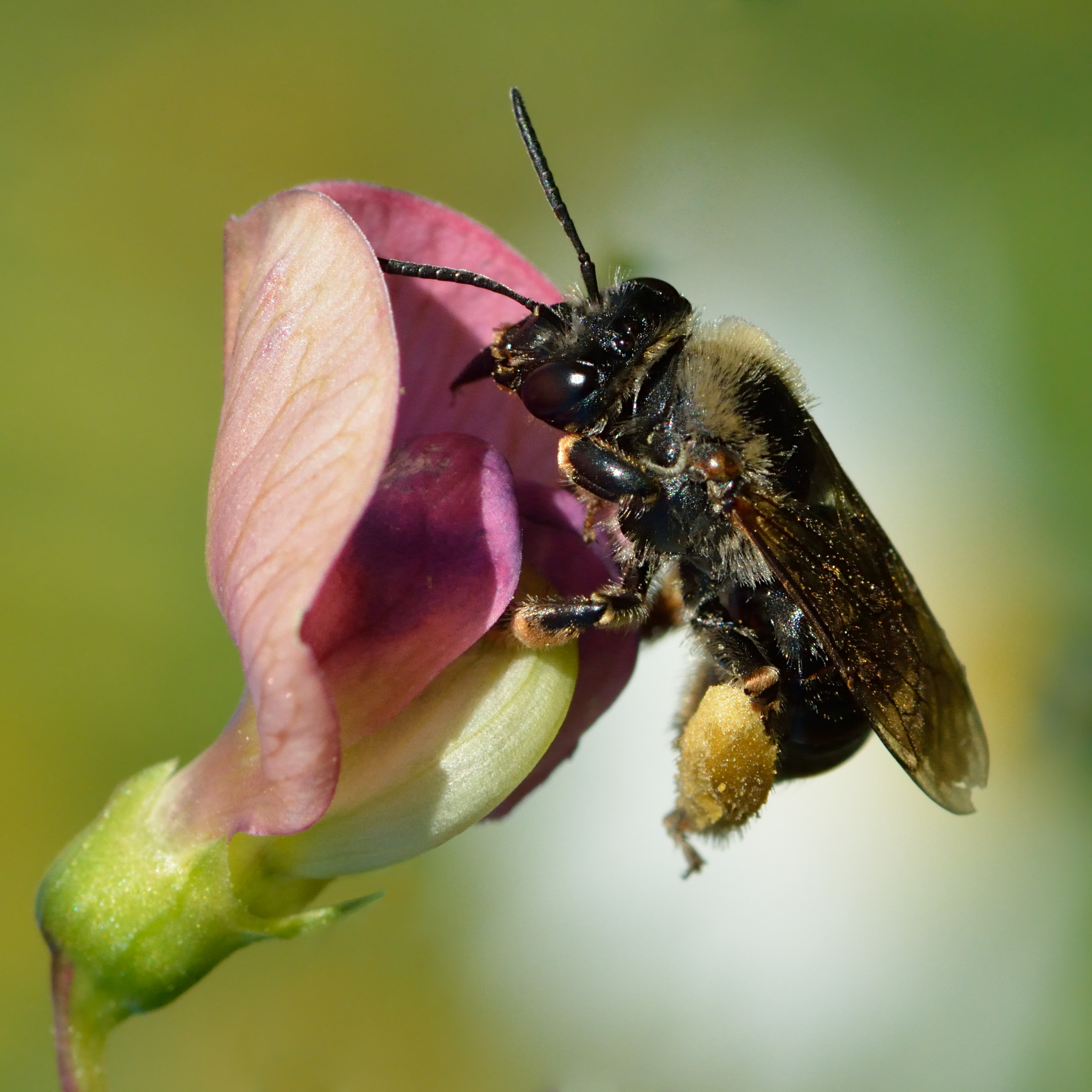
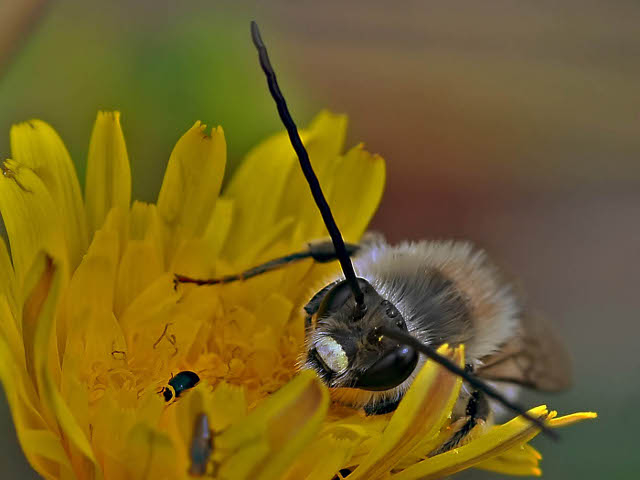